# スローター2/哀しみの銃弾
『スローター2/哀しみの銃弾』（スローターツー/かなしみのじゅうだん、原題：Slaughter's Big Rip-Off）は、ゴードン・ダグラス監督、チャールズ・エリック・ジョンソン脚本による1973年のアメリカのブラックスプロイテーション映画。出演はジム・ブラウン、エド・マクマホン、ドン・ストラウド、グロリア・ヘンドリー、ディック・アンソニー・ウィリアムズ、ブロック・ピーターズなど。
この映画は『スローター/怒りの銃弾』の続編となる作品で、1973年8月31日にアメリカン・インターナショナル・ピクチャーズから公開された。日本では劇場未公開でテレビ放送された。その時の別題として『マシンガン用心棒』『スローターⅡ』がある。

## あらすじ
ベトナム帰還兵で元グリーンベレーのスローターは、メキシコで両親の死の原因となったギャングを殺害し、復讐を果たしていた。彼は今、カリフォルニア州ロサンゼルスに転居している。そこは、スローターが過去の出来事から逃れ、穏やかな生活を手に入れるための挑戦が始まった場所だった。
スローターは友人の家に行き、豪華な野外ピクニックと祝賀会を開く。一方、元マフィアのボス、ドミニク・ホッフォを殺したスローターを、新たな犯罪組織のボス、ダンカンが追ってきた。第一次世界大戦時の古い複葉機がピクニックの会場に飛来し、客に発砲する。スローターの友人は死亡し、スローターの怒りの火種が再び燃え上がる。

## キャスト
| 役名             | 俳優                               | 日本語吹替 | 日本語吹替                                                                   |
| 役名             | 俳優                               | テレビ版   | テレビ東京版                                                                 |
| ---------------- | ---------------------------------- | ---------- | ---------------------------------------------------------------------------- |
| スローター       | ジム・ブラウン                     | 石田太郎   | 大塚明夫                                                                     |
| ダンカン         | エド・マクマホン                   |            | 藤本譲                                                                       |
| カーク           | ドン・ストラウド                   |            | 水内清光                                                                     |
| レイノルズ       | ブロック・ピーターズ               |            | 田中正彦                                                                     |
| マルシア         | グロリア・ヘンドリー               |            | 深見梨加                                                                     |
| ジョー           | ディック・アンソニー・ウィリアムズ |            | 中尾隆聖                                                                     |
| マリオ           | アート・メトラーノ                 |            |                                                                              |
| ノーリア         | ジュディス・ブラウン               |            |                                                                              |
| ミセス・ダンカン | ジャクリーン・ジルー               |            |                                                                              |
| アーニー         | エディ・ロ・ルッソ                 |            |                                                                              |
| ハーヴェイ       | ラス・マッギン                     |            |                                                                              |
| ジミー           | ホウク・ハウエル                   |            |                                                                              |
| ライル           | チャック・ヒックス                 |            |                                                                              |
| クラウダー       | ルース・マリン                     |            |                                                                              |
| ゲインズ         | ニック・ベネディクト               |            |                                                                              |
| その他           | N/A                                |            | 西村知道 峰恵研 広瀬正志 伊藤和晃 中博史 渡辺美佐 小野英昭 本田貴子 幸田夏穂 |
| 日本語版スタッフ |                                    |            |                                                                              |
| 演出             | 演出                               |            | 中嶋裕                                                                       |
| 翻訳             | 翻訳                               |            | たかしまちせこ                                                               |
| 調整             | 調整                               |            | 兼子芳博                                                                     |
| 効果             | 効果                               |            | リレーション                                                                 |
| 製作             | 製作                               |            | テレシス                                                                     |
| 初回放送         | 初回放送                           |            | 1995年5月29日 『木曜ナイトシアター』 25:55-27:45                             |

## サウンドトラック
本作のアルバムとそれに関連する曲はジェームス・ブラウンが作曲した。
このアルバムはオールミュージックで星2.5個、ローリングストーン・レコードガイドにて星2個の評価を得た。
日本では1973年に『スローター』題でレコードが発売。その後1989年に『スロウターズ・ビッグ・リップ-オフ』の題で再発売され、CD発売時にもこちらの邦題が使用された。

### トラックリスト
1. "Slaughter's Theme Song" (4:01)
2. "Tryin' to Get Over" (2:28)
3. "Transmorgrapfication" (2:00)
4. "Happy for the Poor" (2:45)
5. "Brother Rapp" (3:04)
6. "Big Strong" (3:19)
7. "Really, Really, Really" (1:51)
8. "Sexy, Sexy, Sexy" (3:11)
9. "To My Brother" (2:12)
10. "How Long Can I Keep Up" (5:31)
11. "People Get Up and Drive Your Funky Soul" (3:43)
12. "King Slaughter" (2:46)
13. "Straight Ahead" (2:45)